# 萬善同歸
萬善同歸，是永明延壽禪師提出的佛家語，將佛教禪門、蓮宗、天台、賢首等各宗的義理融入一個整體，最終一同歸向西方淨土，故引諸宗義理，故謂為「萬善同歸」。而此一詞語，在民間逐漸變成為眾亡魂祈求冥福的術語，故有同歸所、萬善同歸所、萬善堂等。